# André Tudier
André Tudier, né le 22 juin 1749 à Béziers (Hérault), mort le 9 avril 1832 à Béziers (Hérault), est un général de brigade de la Révolution française.

## États de service
Il entre en service en 1767, mais en 1771, il est obligé de quitter l’armée royale pour cause de mauvaise santé. Il est reçu avocat le 12 juin 1787.
De 1789, à 1792, il occupe les fonctions d’administrateur du district de Béziers, et de commandant de la Garde nationale de cette ville. Il est nommé adjudant-général de cette même garde le 12 août 1792.
Il est promu général de brigade le 8 novembre 1793, et il est envoyé à l’armée des Pyrénées orientales. Le 1er mars 1794, il démissionne pour raisons de santé, et il s’installe à Béziers, où il ouvre un cabinet d’avocat.
Il est maire de Béziers en 1795 et 1796, puis de 1797 à 1799 et enfin du 1er mai à juin 1815.
Il meurt le 9 avril 1832, dans cette ville.

## Sources
- (en) « Generals Who Served in the French Army during the Period 1789 - 1814: Eberle to Exelmans »
- (pl) « Napoléon.org.pl »
- Auguste Fabregat, Annales municipales de la ville de Béziers, imprimerie C. Bertrand, Béziers, 1872, p. 83.